# NGC 2146
NGC 2146 è una galassia a spirale barrata situata nella costellazione della Giraffa, a una distanza di circa 64 milioni di anni luce dalla nostra Via Lattea.

## Scoperta
La galassia è stata scoperta nel 1876 dall'astronomo tedesco August Winnecke.

## Descrizione
La galassia mostra un aspetto deformato, che potrebbe essere collegato all'interazione gravitazionale con la vicina PGC 18960, posta 19 arcominuti a nord-est, oppure alla collisione avvenuta in un passato relativamente recente con un'altra galassia che si è fusa con il corpo maggiore e oggi non più visibile come oggetto separato. PGC 18960 è talvolta designata come NGC 2146A, data la sua prossimità a NGC 2146, anche se non è stata inclusa nel New General Catalogue realizzato da John Dreyer.
NGC 2146 è una galassia luminosa nell'infrarosso (nella letteratura in lingua inglese abbreviata in LIRG); presenta una larga riga a 21 cm dell'idrogeno neutro e sono presenti anche regioni di idrogeno ionizzato.

## Buco nero supermassiccio
Secondo uno studio basato sulla luminosità della banda K dell'infrarosso vicino del bulbo galattico di NGC 2146, la massa del buco nero supermassiccio che si ritiene sia posto al centro della galassia, sarebbe di 108,2 {\displaystyle M_{\odot }} (158 milioni di masse solari).

## Supernove
Due supernove sono state scoperte all'interno di NGC 2146: SN 2005V e SN 2018zd.

### SN 2005V
La supernova è stata scoperta il 30 gennaio 2005 da S. Mattila et al. nel corso del programma Nuclear Supernova Search dell'Imperial College London. La supernova è stata classificata di tipo Ib/c

### SN 2018zd
La supernova è stata scoperta il 2 marzo 2018 dall'astronomo giapponese Koichi Itagaki. La supernova è stata classificata di tipo IIn. Questa supernova potrebbe anche essere di un nuovo tipo predetto nel 1980 da Ken’ichi Nomoto dell'Università di Tokyo, cioè una supernova a cattura di elettroni (in inglese electron-capture supernova).